# Sporting Club de Gagnoa
 (mai 2017).
Maillots
Le Sporting Club de Gagnoa est un club ivoirien de football basé à Gagnoa.

## Histoire
Fondé en 1965, le Sporting Club de Gagnoa est la fusion de Onze Frères, du Red Star, de Jeunesse Club, OLYMPIQUE CLUB et des équipes de village tels les Tigres Noirs de Tipadipa. Didi Paul a été le premier président de cette équipe.
Première équipe de la province à avoir gagné le championnat national depuis l'accession de la Côte d'Ivoire à l'indépendance, le Sporting Club de Gagnoa a été pendant longtemps le porte-drapeau du football de l'arrière pays[réf. souhaitée]. 
L'instauration du championnat national en 1965 est venue accroître les ambitions du club. Les joueurs de Gagnoa obtiennent une place de finaliste de la Coupe nationale en 1971 et qui se joua en deux éditions à Bondoukou et à Abidjan. Menant à la marque devant le Stade d'Abidjan, une pluie torrentielle fit interrompre la partie. Une semaine plus tard, au Stade Félix Houphouët-Boigny, le Stade d'Abidjan gagne un score de quatre buts à un.
Sans jamais quitter le rang des cinq premiers classés du championnat national, la formation fanion du centre-ouest de la Côte d'Ivoire arrivera au bout de ses efforts en 1976 : le Sporting Club de Gagnoa sera sacré champion de Côte d'Ivoire grâce à un meilleur goal average, devançant ainsi son grand rival de l'intérieur, le Gonfreville Alliance Club de Bouaké.
1976 sera l'année la plus faste du Sporting Club de Gagnoa. Champion de Côte d'Ivoire, il sera éliminé en quart de finale de la Coupe nationale par le Stade d'Abidjan à la suite d'un match houleux.

## Palmarès
- Championnat de Côte d'Ivoire
  - Champion : 1976
  - Vice-champion : 1978, 2018 et 2021-22

- Coupe de Côte d'Ivoire
  - Finaliste : 1971, 1975, 1978, 1979, 1984, 1985, 1990

- Super Coupe Félix Houphouët-Boigny
  - Vainqueur : 1978

## Anciens joueurs
- Lézou Dogba
- Koné Ibrahim
- Gbizié Léon
- Djibril Koné
- Opéli Anatole
- Djédjé Maxime